# Vương Bằng (cầu thủ bóng đá)
Vương Bằng (sinh ngày 24 tháng 1 năm 1993 tại Phủ Thuận) là một cầu thủ bóng đá người Trung Quốc hiện tại thi đấu cho Thâm Quyến tại Giải bóng đá Ngoại hạng Trung Quốc.

## Sự nghiệp câu lạc bộ
Năm 2012, Vương Bằng bắt đầu sự nghiệp bóng đá chuyên nghiệp khi anh gia nhập Bắc Kinh Tam Cao thi đấu tại Giải hạng Ba Trung Quốc 2012. Tháng 1 năm 2014, anh chuyển đến thi đấu cho câu lạc bộ Giải hạng Nhất Trung Quốc Thạch Gia Trang Vĩnh Xương. Ngày 5 tháng 4 năm 2015, anh có màn ra mắt Giải bóng đá Ngoại hạng Trung Quốc trong thất bại 1-2 trước Giang Tô Thuấn Thiên, vào sân từ băng ghế dự bị thay cho Hồ Vĩ ở phút 82. Ngày 10 tháng 3 năm 2018, anh ghi bàn thắng đầu tiên cho câu lạc bộ trong chiến thắng 2-1 trên sân nhà trước Mai Châu Khách Gia. Ở mùa giải 2018, anh ghi được bốn bàn sau 28 lần ra sân.
Ngày 10 tháng 2 năm 2019, Vương Bằng chuyển sang thi đấu cho đội bóng tân binh của Giải bóng đá Ngoại hạng Trung Quốc Thâm Quyến.

## Thống kê sự nghiệp
Thống kê chính xác tính đến trận đấu diễn ra ngày 3 tháng 11 năm 2018.
| Thành tích câu lạc bộ | Thành tích câu lạc bộ      | Thành tích câu lạc bộ              | Giải đấu | Giải đấu  | Cúp     | Cúp       | Cúp Liên đoàn | Cúp Liên đoàn | Châu lục | Châu lục  | Tổng cộng | Tổng cộng |
| Mùa giải              | Câu lạc bộ                 | Giải đấu                           | Số trận  | Bàn thắng | Số trận | Bàn thắng | Số trận       | Bàn thắng     | Số trận  | Bàn thắng | Số trận   | Bàn thắng |
| Trung Quốc            | Trung Quốc                 | Trung Quốc                         | Giải đấu | Giải đấu  | Cúp FA  | Cúp FA    | Cúp CSL       | Cúp CSL       | Châu Á   | Châu Á    | Tổng cộng | Tổng cộng |
| --------------------- | -------------------------- | ---------------------------------- | -------- | --------- | ------- | --------- | ------------- | ------------- | -------- | --------- | --------- | --------- |
| 2012                  | Bắc Kinh Tam Cao           | Giải hạng Ba Trung Quốc            | 22       | 1         | -       | -         | -             | -             | -        | -         | 22        | 1         |
| 2014                  | Thạch Gia Trang Vĩnh Xương | Giải hạng Nhất Trung Quốc          | 1        | 0         | 1       | 0         | -             | -             | -        | -         | 2         | 0         |
| 2015                  | Thạch Gia Trang Vĩnh Xương | Giải bóng đá Ngoại hạng Trung Quốc | 18       | 0         | 1       | 0         | -             | -             | -        | -         | 19        | 0         |
| 2016                  | Thạch Gia Trang Vĩnh Xương | Giải bóng đá Ngoại hạng Trung Quốc | 16       | 0         | 1       | 0         | -             | -             | -        | -         | 17        | 0         |
| 2017                  | Thạch Gia Trang Vĩnh Xương | Giải hạng Nhất Trung Quốc          | 23       | 0         | 0       | 0         | -             | -             | -        | -         | 23        | 0         |
| 2018                  | Thạch Gia Trang Vĩnh Xương | Giải hạng Nhất Trung Quốc          | 28       | 4         | 0       | 0         | -             | -             | -        | -         | 28        | 4         |
| Tổng cộng             | Trung Quốc                 | Trung Quốc                         | 108      | 5         | 3       | 0         | 0             | 0             | 0        | 0         | 111       | 5         |